# Benoît (évêque de Cornouaille)
Pour les articles homonymes, voir Benoît.
Benoît (ou Binidic) né après 1046 et mort en 1113, est évêque de Cornouaille (ou de Quimper) de 1064 à 1113. Évêque très jeune, fils de l'évêque Orscand et d'Onwen, petit-fils d'évêque, membre du lignage comtal de Cornouaille, il est un exemple d'ecclésiastique d'avant la réforme grégorienne, dont le lignage contrôle la vie religieuse quimpéroise. Il utilise une titulature nouvelle et curieuse. Il est le dernier de sa dynastie épiscopale.

## Biographie

### Un lignage épiscopal et comtal
Benoît est le fils d'Orscand, évêque de Cornouaille et de son épouse Onwen fille de Rivelen de Crozon,. Il a un frère cadet, Guegon et un autre frère ou une sœur, qui donne naissance à Salomon. Contrairement à son père, Benoît ne se marie pas.
Benoît est nommé comme son grand-père paternel, Benoît évêque et comte de Cornouaille. Rivelen de Crozon, son grand-père maternel, est un proche du lignage comtal. Le frère et le neveu de Benoît, Guegon et Salomon, occupent des fonctions importantes dans le chapitre de Quimper : Guegon en devient doyen vers 1091 et Salomon archidiacre. La vie religieuse quimpéroise est donc contrôlée par ce lignage. À la même époque, d'autres dynasties épiscopales se développent ailleurs en Bretagne, comme à Nantes ou à Rennes.

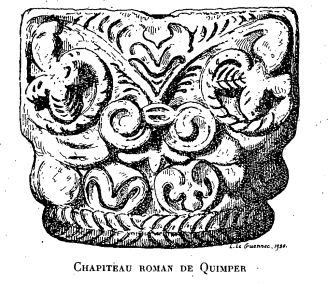
Chapiteau roman de la cathédrale de Quimper. Dernier quart du XIe siècle. Dessin de Louis Le Guennec (1920).

En 1050, le père de Benoît, Orscand, se rend au synode de Verceil, où il doit répondre, face au pape Léon IX, des accusations de simonie et de résistance à l'autorité de l'archevêque de Tours. Il effectue ce voyage accompagné de sa belle-sœur Judith, la femme d'Alain Canhiart et son envoyée, jugée apte à défendre Orscand. Le risque n'est pas négligeable, puisque l'année précédente, en 1049, le pape a déposé l'évêque de Nantes Budic, fils d'évêque, pour simonie,. En échange de sa soumission au pape, Orscand obtient de conserver son siège épiscopal et de pouvoir le transmettre à Benoît.
Vers 1063/1064, Orscand et Onwen prient saint Corentin de guérir leur fils Benoît, gravement malade. On voit ainsi qu'ils mesurent très mal leur situation canonique très douteuse, un évêque marié auquel il est prévu que succède son fils. Benoît succède à son père en 1064. Né après 1046, Benoît est alors jeune. On ne connaît pas l'organisation de cette transmission du pouvoir.

### L'évêque Benoît
A cette époque, deux mots latins différents sont utilisés pour désigner la Cornouaille : Cornubia, utilisé par le fondateur du lignage, Benoît, comte et évêque, qui semble avoir une signification plutôt politique et Cornugallia, qu'on retrouve dans la titulature de son fils Orscand, mot sans doute plus attaché à une autorité religieuse. Le troisième évêque du lignage, Benoît, utilise une nouvelle titulature, episcopus Corisopitensis, peut-être déjà utilisée par son père Orscand à la fin de sa vie, dont l'acception a donné lieu à débat et qui ne signifie ni évêque de Cornouaille (épiscopus Cornugallie) ni évêque de Quimper,. Cette titulature provient vraisemblablement d'une reprise volontaire d'une mauvaise graphie de civitas Coriosolitum, cité des Coriosolites, qui permet de conférer à Quimper, faussement, une origine antique. On peut retenir que l'évêque de Quimper utilise alors une dénomination ethnique, comme à Nantes ou à Vannes.
On peut déceler pendant son épiscopat quelques prémices de réforme, comme la création de paroisses nouvelles et d'un prieuré donné à l'abbaye Saint-Sauveur de Redon. Il dédicace l'église Saint-Gurthiern de Groix. Pendant son long épiscopat, Benoît semble attaché à la discipline ecclésiastique.
La fin de l'épiscopat de Benoît, en 1113, marque une rupture importante : son successeur, Robert, n'est pas un membre du lignage comtal et épiscopal de Cornouaille. C'est la fin de la domination de ce lignage sur l'évêché.